# Moritz Engelbrecht von Kursell
Moritz Engelbrecht von Kursell  (1744-1799) est un homme politique et un haut magistrat estonien d'origine germano-balte et sujet de l'Empire russe.

## Biographie
Il est le fils de Christopher Engelbrecht von Kursell (1685-1756) et de Gertrude Helene von Tiesenhausen (†1742) et le frère du général Christopher Heinrich von Kursell. Il épouse le  8 juin 1769 la baronne Helene von Stackelberg.
Il fut le trésorier de la Chevalerie Estonienne (1767–1777), le capitaine (ie chef) de la confrérie de la Chevalerie estonienne (1783), maréchal de la noblesse du gouvernement estonien (1783-1786), conseiller d'État impérial russe (wirklicher Staatsrat), Président du Tibunal de la conscience (Gewissensgerichts) d'Estonie et recteur (Kurator ) et conseiller de l'École de cathédrale de Tallinn.

## Littérature
- Genealogisches Handbuch des Adels.C. A. Starke Verlag, Limburg an der Lahn, Band 13, 1980, S. 199
- Otto Magnus von Stackelberg: Moritz Engelbrecht von Kursell, Estländischer Ritterschaftshauptmann. In Baltische Monatsschrift Bd. 55, S. 277ff
- Wilhelm Baron von Wrangell: Die Estländische Ritterschaft, ihre Ritterschaftshauptmänner und Landräte. Limburg/Lahn 1967